# Gerry Ingram
Gerald Ingram, plus connu sous le nom de Gerry Ingram (né le 19 août 1947 à Beverley dans le Yorkshire de l'Est), est un footballeur anglais qui évoluait au poste d'attaquant.

## Biographie
Il joue trois matchs en première division anglaise avec l'équipe de Blackpool.

## Palmarès
Preston North End
- Championnat d'Angleterre de troisième division (1) :
  - Champion : 1970-71.
  - Meilleur buteur : 1970-71 (22 buts).